# Jan Markink
Jan Markink (Borculo, 17 april 1954) is een Nederlands politicus namens de VVD.

## Biografie
Markink werd op zijn twintigste lid van de VVD en is sinds 1986 lokaal en sinds 1995 provinciaal actief voor de partij. Daarnaast dreef hij tot 2016 een varkenshouderij in Borculo en heeft diverse commissariaten en posities in raden van toezicht.
Sinds 2011 is hij gedeputeerde in de provincie Gelderland met als portefeuille algemeen bestuur, financiën, aandeelhouderschappen, toezicht gemeentefinanciën, interbestuurlijk toezicht en toezicht handhaving, sport, personeel en organisatie en communicatie. Voor de Provinciale Statenverkiezingen van 20 maart 2019 was hij lijsttrekker. Na de Provinciale Statenverkiezingen 2023 keerde hij niet terug in de politiek. Bij zijn afscheid als gedeputeerde op 28 juni dat jaar werd hij gedecoreerd tot Ridder in de Orde van Oranje-Nassau.
Op 11 mei 2023 werd Markink benoemd tot voorzitter van de Koninklijke Nederlandse Atletiek Unie. Hij was daarvoor al betrokken bij het naar Apeldoorn halen van de Europese kampioenschappen indooratletiek 2025. Markink haalde meer sportevenementen naar Gelderland. Zo was hij voorzitter van de EuroGames 2022 in Nijmegen, haalde hij het WK Volleybal voor vrouwen in 2022 binnen, en ook de start van de Ronde van Italië 2016 in Apeldoorn.